# Ж'яровий Кривань
Ж'яровий Кривань (словац. Žiarový Kriváň) — річка в Словаччині, права притока Полянового Криваня, протікає в окрузі Наместово.
Довжина приблизно 6.3 (до виникнення водосховища Орава — 9.2) км. Витік знаходиться в масиві Зовнішні Західні Карпати (частина Підбескидська Верховина; схил гори Глухова) — на висоті близько 790 метрів. Протікає територією села Бобров.
Впадає у водосховище Орава — а в часі низької води у Поляновий Кривань - на висоті приблизно 601 метр.